# 蛇形山鎮
蛇形山鎮（じゃけいざんちん）は中華人民共和国湖南省婁底市婁星区の鎮。

## 行政区画
- 高屋社区
- 立新社区
- 楓樹台村
- 洪福村
- 曹来村
- 青嶺村
- 蛇形村
- 鳳形村
- 石湾村
- 洪橋村
- 沖口村
- 檀湾村
- 万富村
- 南塘村
- 泉口村
- 秋湖村
- 当家村
- 丁祝村
- 泥凼村
- 秦侖村
- 泥沖村
- 双泉村
- 泉山村
- 越山村
- 泉沖村
- 新洋村
- 杉河村
- 康南村
- 進歩村
- 姚橋村
- 恒中村
- 高塘村
- 新連村
- 新紅村
- 南口村
- 黄井村
- 花橋村
- 天井村
- 赤典村
- 日升村
- 農升村
- 杉木村
- 上杉木村
- 金溪村
- 大路村
- 麻洋村
- 鄢家村
- 竜潭江村
- 光耀村
- 新增村
- 万乾村
- 喬家村
- 白竹村
- 壩塘村
- 鞍山村
- 泉塘村
- 扶洲村
- 世瑞村
- 新来村

## 地理
蛇形山鎮は婁星区東南部に位置し、西北は万宝鎮と、東は杏子鋪鎮と、東北は毛田鎮と、西は洪山殿鎮と、南は走馬街鎮とそれぞれ接している。
- 山：白石岩（標高343メートル）

## 教育
- 蛇形山鎮中心小学
- 蛇形山鎮中学

## 交通

### 鉄道
- 婁邵線[3]

### 道路
- 滬昆高速公路（中国語版）[3]